# 小德里斯特科格爾山

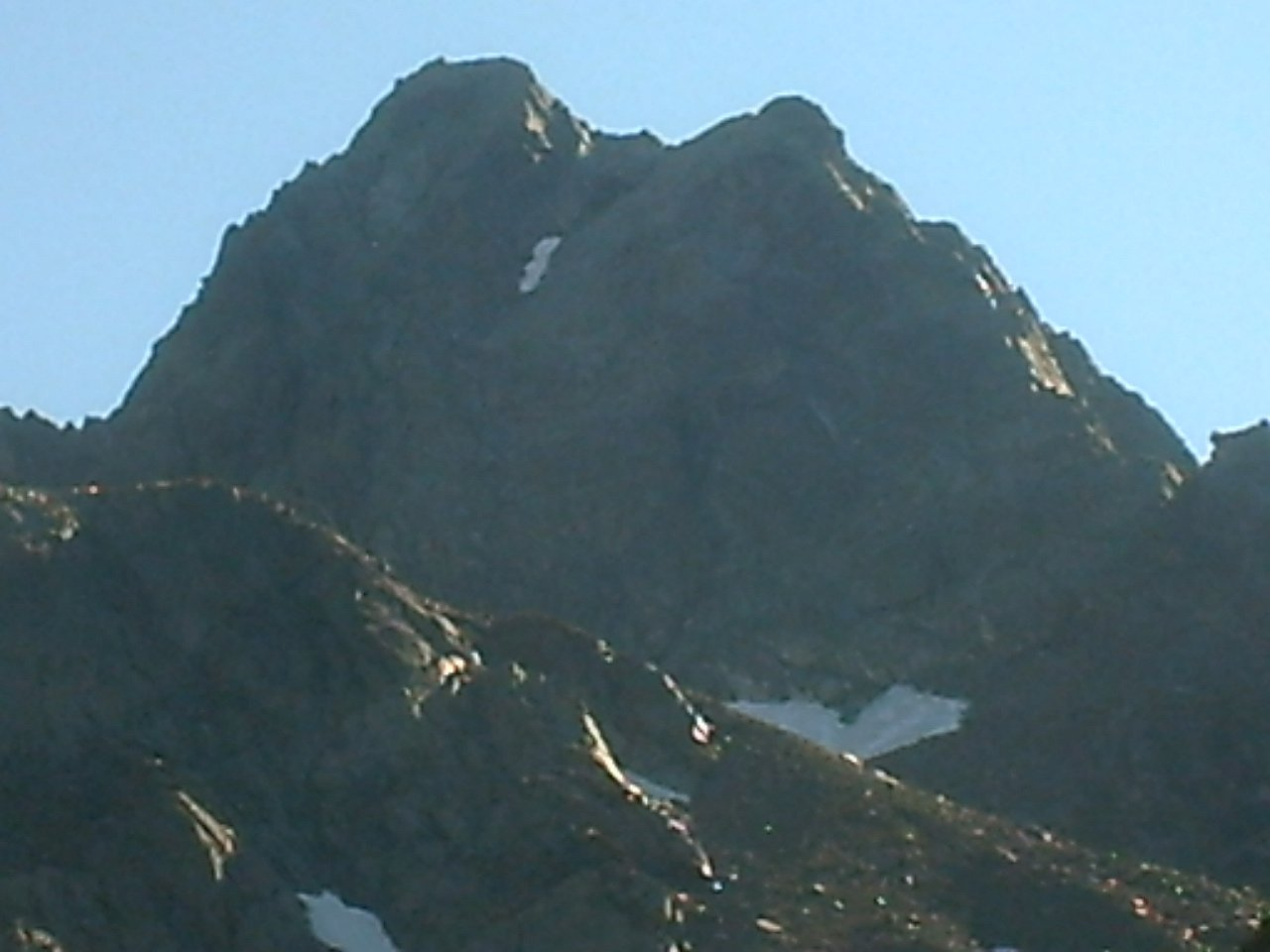

47°3′16″N 10°48′2″E / 47.05444°N 10.80056°E
小德里斯特科格爾山（德語：Kleiner Dristkogel），是奧地利的山峰，位於該國西部，由蒂羅爾州負責管轄，屬於奧茨塔爾阿爾卑斯山脈的一部分，海拔高度2,934米，人類在1900年7月25日首次登頂。